# فرانکو بالدینی
فرانکو بالدینی (انگلیسی: Franco Baldini؛ زادهٔ ۳ اکتبر ۱۹۶۰) بازیکن فوتبال اهل ایتالیا است.
از باشگاه‌هایی که در آن بازی کرده‌است می‌توان به باشگاه فوتبال فوجا، باشگاه فوتبال بولونیا، باشگاه فوتبال باری، باشگاه فوتبال دلفینو پسکارا، و باشگاه فوتبال وارزه اشاره کرد.
وی همچنین در تیم ملی فوتبال زیر ۲۱ سال ایتالیا بازی کرده‌است.